# Marc Willers
Marc Willers (Cambridge, 11 de septiembre de 1985) es un deportista neozelandés que compite en ciclismo en la modalidad de BMX. Ganó dos medallas en el Campeonato Mundial de Ciclismo BMX, plata en 2013 y bronce en 2011.

## Palmarés internacional
| Campeonato Mundial | Campeonato Mundial       | Campeonato Mundial | Campeonato Mundial |
| Año                | Lugar                    | Medalla            | Competición        |
| ------------------ | ------------------------ | ------------------ | ------------------ |
| 2011               | Copenhague (Dinamarca)   | Medalla de bronce  | Carrera            |
| 2013               | Auckland (Nueva Zelanda) | Medalla de plata   | Carrera            |